# Grand Prix de la francophonie
Grand Prix de la francophonie är ett pris utdelat årligen av Franska akademien till personer som har gjort betydande insatser för det franska språket. Det instiftades 1986.

## Pristagare
- 1986: Georges Schehadé
- 1987: Yoichi Maeda
- 1988: Jacques Rabemananjara
- 1989: Hubert Reeves
- 1990: Albert Cossery
- 1991: Léon-Joseph Suenens
- 1992: Khac Vien Nguyen
- 1993: Henri Lopes
- 1994: Mohammed Dib
- 1995: Salah Stétié
- 1996: Abdou Diouf
- 1997: Abdellatif Berbich
- 1998: Jean Starobinski
- 1999: Gunnar von Proschwitz
- 2000: Giovanni Macchia
- 2001: François Cheng
- 2002: Bronisław Geremek
- 2003: Édouard J. Maunick
- 2004: Albert Memmi
- 2005: Jane Conroy
- 2006: Roland Mortier
- 2007: Elie Barnavi
- 2008: Lide Tan
- 2009: Thomas Gaehtgens
- 2010: Jean Métellus
- 2011: Abdellatif Laâbi
- 2012: Boualem Sansal
- 2013: Qiang Dong
- 2014: Fouad Laroui och Georges Banu
- 2015: Aminata Sow Fall
- 2016: Takeshi Matsumura
- 2017: Tierno Monénembo